# Lohwald (Unterschleißheim)

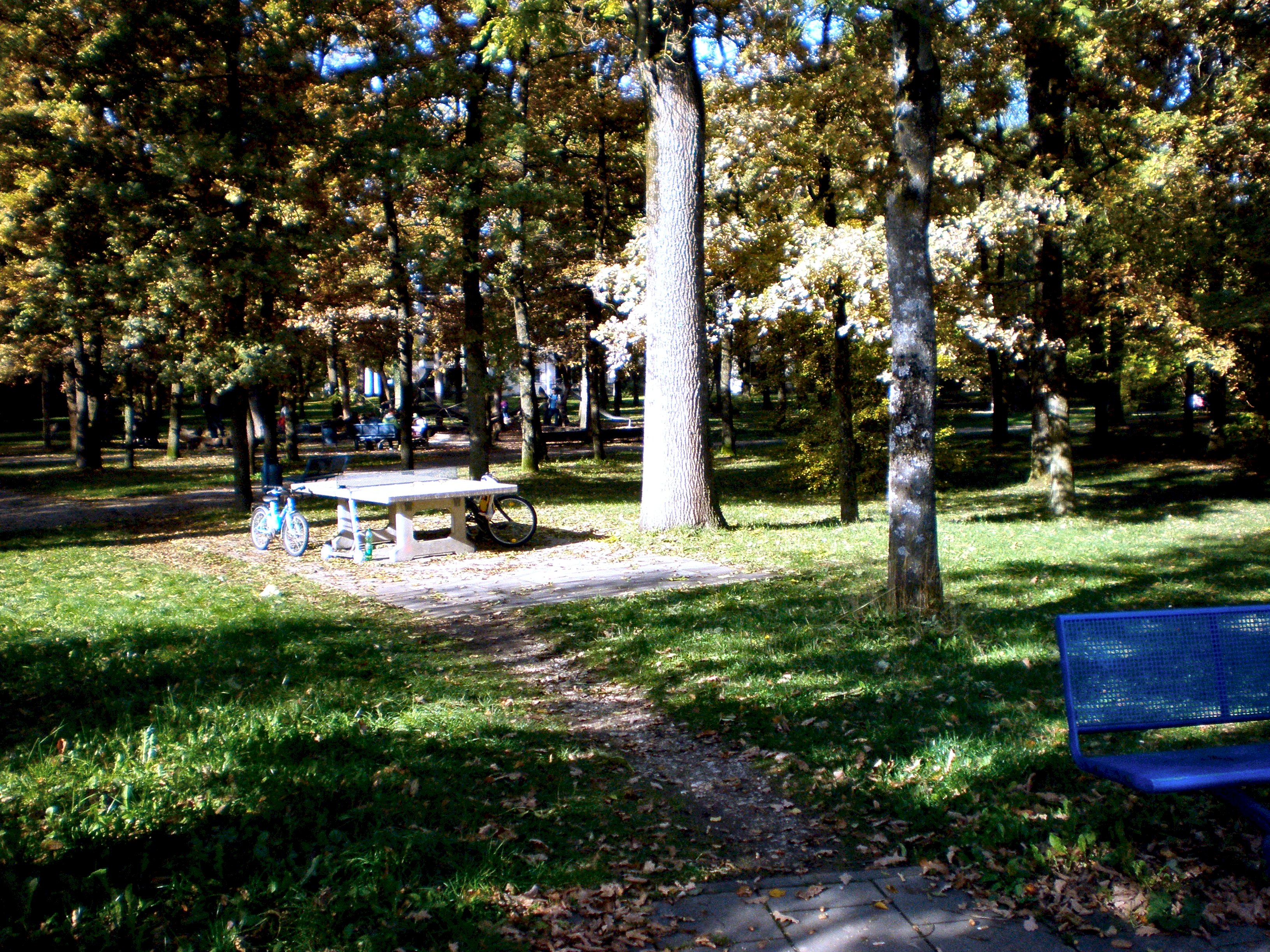
Lohwald

Der Lohwald ist der älteste Park der Stadt Unterschleißheim im oberbayerischen Landkreis München.
Der Name leitet sich ab von: Loch.
Im Park gibt es einen Spielplatz.